# Kirsch-lès-Sierck
Kirsch-lès-Sierck – miejscowość i gmina we Francji, w regionie Grand Est, w departamencie Mozela.
Według danych na rok 1990 gminę zamieszkiwało 220 osób, a gęstość zaludnienia wynosiła 25 osób/km² (wśród 2335 gmin Lotaryngii Kirsch-lès-Sierck plasuje się na 825. miejscu pod względem liczby ludności, natomiast pod względem powierzchni na miejscu 682.).